# 佐野マリア
佐野 マリア（さの マリア、1991年3月18日 - ）は、日本のタレント、グラビアアイドル、女優。鳥取県境港市出身。株式会社MSエンタテインメント所属。

## 経歴
上京後、地下アイドル活動をする傍ら、オーディションを受ける日々を送る。
2016年4月より株式会社MSエンタテインメントに所属。
2016年5月、京王閣競輪場東京オーヴァル京王閣マスコットガールに就任。カラーは8番車のピンク担当。
2018年7月、テレビ東京『さまスポ』にスポっ娘として水着で出演し、7月14日【三村ダイブ、ビーチ美女と真剣勝負！】、7月21日【美女と対決！ビーチバレーで大熱戦！】の2回に分けて放送された。過去に全国大会『春の高校バレー』に出場したことがあるグラビアアイドルとして紹介された。
2018年7月31日、扶桑社『週刊SPA!』のグラビアン魂に登場。
2018年11月24日、佐野マリア名義で初のDVD『Debut!』が竹書房より発売された。

## 人物
- 7人姉弟の次女[1]。姉1人、妹1人、弟が4人いる。
- 芸能界を目指したいと思ったのは、小学生のころにモーニング娘。を見て辻希美が好きになり、モーニング娘。になりたいと思ったことから[4]。
- 韓国が大好き[11]、韓国にもよく遊びに行っている[12]。
- 学生時代はバレーボールで好成績を残したが小学校の頃から芸能界に憧れており、バレーも高校までと決めていた[13]。

### 特技
- バレーボール[1][2][6]（小学校2年生〜高校3年生、春の高校バレー出場経験あり[1][3]）
- 和太鼓[1][3]、料理[1][2][3]、魚をさばく[1][3]、スポーツ[1][3]

### 趣味
- K-POP鑑賞[1][2][3]、韓流[1][3]、旅行 [1][3]、競輪

、料理、美容、マンガ、アニメ、バッティング

## 出演

### テレビ番組
- さまスポ （テレビ東京、2018年7月14日・21日）
- じっくり聞いタロウ〜スター近況（秘）報告〜 （テレビ東京、2018年11月15日）

### 映画
- セーラー服無宿無情の荒野（2016年7月9日公開）[14][15][16][17][18] 梶原由希子 役[1]
- 宙女子（2016年7月15日公開）[14][15][19][20][21] 楠本忍 役[1]
- REPLAY2 戦慄の心霊映像再現ドキュメント（2017年オリジナルビデオ）ミホ 役[1]
- 48hours（2017年オリジナルビデオ）[22] 西山美和 役[1]
- ドクターZERO精神分析医 財前零子（2017年オリジナルビデオ）[23] 患者 役[1]
- Not Found32〜巨大な顔（2017年オリジナルビデオ）ユリ 役[1]
- 大きい女の子は好きですか?（2020年）

### 舞台
- 熱血戦隊！ハートレンジャー（2015年12月）ハートグリーン 碧雛乃 役[1]

### PV
- ANARCHY『BLKFLG』PV

### 雑誌
- 週刊プレイボーイ ニッポンのグラビアアイドル50人[24]（2016年6月、集英社）
- 週刊プレイボーイ ニッポンのグラビアアイドル50人[24]（2016年8月12日、集英社）
- 週刊SPA! グラビアン魂[10]（2018年7月31日、扶桑社）

### DVD
- ユネのはじめて 辻柚音（2014年11月20日、ギルド）
- みすど mis＊dol 辻柚音（2015年6月19日、M.B.D. メディアブランド）
- ゆず蜜 辻柚音（2015年10月30日、エスデジタル）
- 佐野マリア Debut![6]（2018年11月24日、竹書房）
- マリアに恋して[3]（2019年3月21日、ギルド）
- Love Mission（2019年8月20日、ラインコミュニケーションズ）
- Wet Body（2019年12月20日[25]、竹書房）

### その他
- 京王閣競輪場東京オーヴァル京王閣 OVAL Angel ピンク（2016年5月 - ）[26][27]
- 東京電波女子Presents #ViViD Girls  Collection（2018年8月21日）
- 総合格闘技DEEP 2019年ラウンドガール

- 【当てる！競輪の達人】データ徹底分析 GⅡ共同通信社杯ガチで稼ぐぞ生放送(2019年9月12〜15日)
- Rakuten kドリームス本気の競輪TV2020年アシスタント/女性車券師
- Krushガールズ(2020年)